# Moras
Moras ist eine französische Gemeinde mit 523 Einwohnern (Stand: 1. Januar 2022) im Département Isère in der Region Auvergne-Rhône-Alpes. Sie gehört zum Arrondissement La Tour-du-Pin und ist Teil des Kantons Charvieu-Chavagneux. Die Einwohner werden Morassiens genannt.

## Geografie
Moras liegt etwa 35 Kilometer ostsüdöstlich von Lyon. Umgeben wird Moras von den Nachbargemeinden Villemoirieu im Norden und Nordwesten, Dizimieu im Nordosten, Saint-Hilaire-de-Brens im Osten und Südosten, Vénérieu im Süden und Südosten, Saint-Marcel-Bel-Accueil im Süden sowie Veyssilieu im Westen.

## Bevölkerungsentwicklung
| Jahr                       | 1962 | 1968 | 1975 | 1982 | 1990 | 1999 | 2006 | 2017 |
| -------------------------- | ---- | ---- | ---- | ---- | ---- | ---- | ---- | ---- |
| Einwohner                  | 190  | 167  | 188  | 359  | 339  | 418  | 457  | 511  |
| Quellen: Cassini und INSEE |      |      |      |      |      |      |      |      |

## Sehenswürdigkeiten
- Kirche Saint-Christophe
- Wehrhaus, Turm von Moras genannt, aus dem 15. Jahrhundert

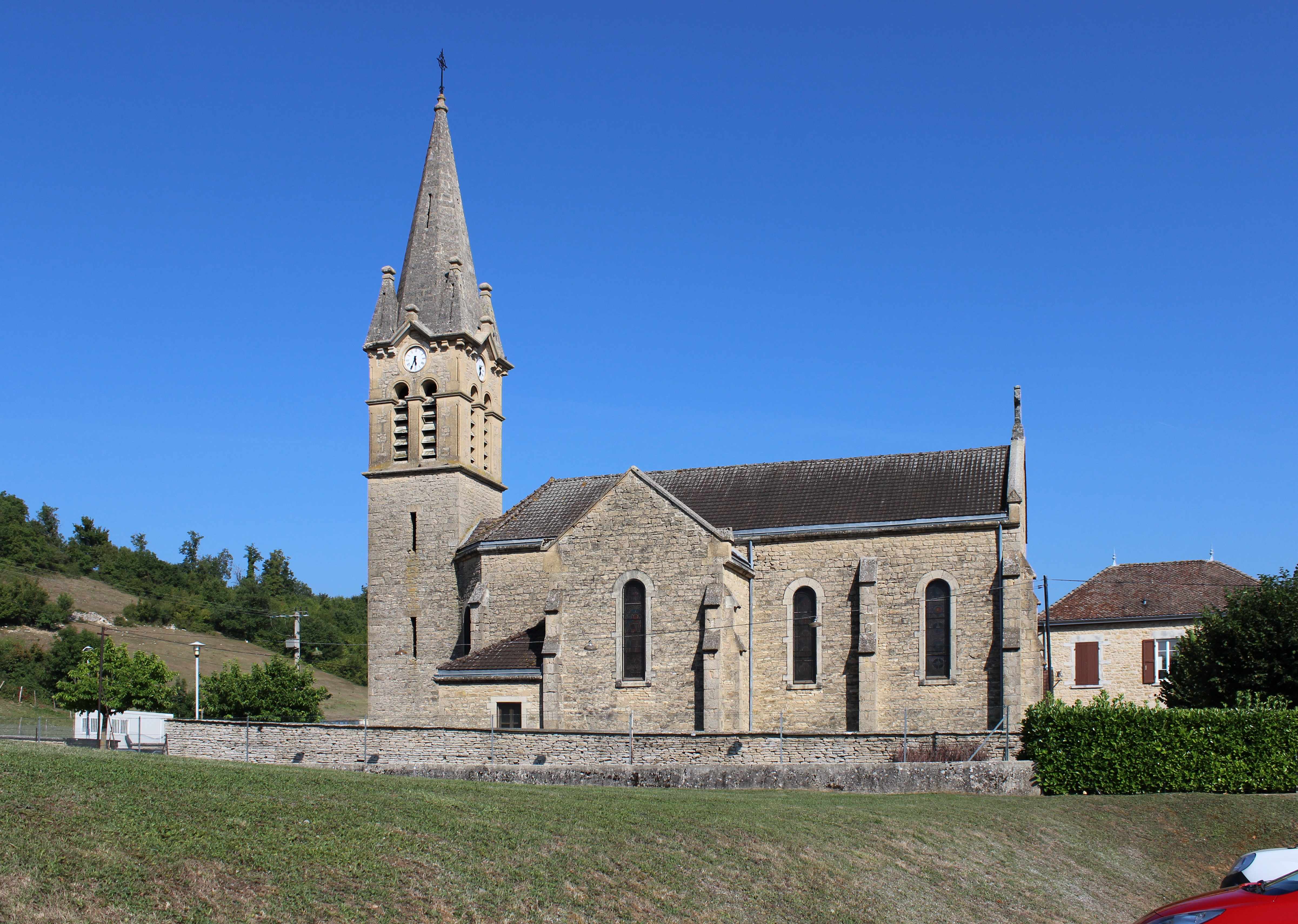
Kirche Saint-Christophe